# Klępino Białogardzkie
Klępino Białogardzkie [klɛmˈpinɔ bjawɔˈɡart͡skʲɛ] (trước đây là Klempin của Đức) là một ngôi làng thuộc khu hành chính của Gmina Białogard, thuộc quận Białogard, West Pomeranian Voivodeship, ở phía tây bắc Ba Lan. Nó nằm khoảng 5 kilômét (3 mi) phía đông Białogard và 117 km (73 mi) về phía đông bắc của thủ đô khu vực Szczecin.
Trước năm 1945, khu vực này là một phần của Đức. Đối với lịch sử của khu vực, xem Lịch sử của Pomerania.